# Ocotzocuabtla
Ocotzocuabtla är en ort i Mexiko.   Den ligger i kommunen San Sebastián Tlacotepec och delstaten Puebla, i den sydöstra delen av landet, 270 km öster om huvudstaden Mexico City. Ocotzocuabtla ligger 793 meter över havet och antalet invånare är 222.
Terrängen runt Ocotzocuabtla är bergig åt sydväst, men åt nordost är den kuperad. Runt Ocotzocuabtla är det ganska tätbefolkat, med 96 invånare per kvadratkilometer. Närmaste större samhälle är San Martín Mazateopan, 10,2 km nordost om Ocotzocuabtla. I omgivningarna runt Ocotzocuabtla växer i huvudsak städsegrön lövskog.